# Octávio Trompowsky
Octàvio Figueira Trompowsky de Almeida (né à Rio de Janeiro le 30 novembre 1897, mort le 26 mars 1984) est un joueur d'échecs brésilien.
Trompowsky a remporté le championnat national brésilien en 1939 et a défendu les couleurs brésiliennes au cours de l'Olympiade d'échecs de 1939 mais il est mieux connu comme le créateur de l'Attaque Trompowsky (1.d4 Cf6 2. Fg5).
Il est l'auteur du livre Partidas de Xadrez, publié au Brésil en 1941.